# Jacques Seiler
Jacques Seiler (16 de marzo de 1928 – 1 de abril de 2004) fue un actor teatral, cinematográfico y televisivo, además de director teatral, de nacionalidad francesa.

## Biografía
Nacido en París, Francia, interpretó principalmente papeles de reparto a lo largo de su carrera cinematográfica, siendo conocido por su papel de sargento Bellec en la serie de filmes de los Bidasses, rodados junto al grupo musical Les Charlots.
En el ámbito teatral fue protagonista en diferentes obras, y en 1970 fundó una compañía propia.
En televisión fue conocido su papel de Louis Desfossés en las producciones Vidocq y Les Nouvelles Aventures de Vidocq.
A lo largo de su carrera trabajó a menudo bajo la dirección de Yves Robert y Roland Dubillard.
Además de sus actividades artísticas, Seiler fue un aficionado al buceo. Falleció en París, Francia, en 2004, a causa de un cáncer.

## Filmografía

### Cine
| - 1957 : Ces dames préfèrent le mambo, de Bernard Borderie - 1957 : Le Septième Ciel - 1957 : Sois belle et tais-toi - 1958 : À pied, à cheval et en voiture, de Jean Dréville - 1958 : Le Gorille vous salue bien, de Bernard Borderie - 1958 : La Tête contre les murs, de Georges Franju - 1959 : Sergent X, de Bernard Borderie - 1960 : Le Caïd, de Bernard Borderie - 1960 : Comment qu'elle est ?, de Bernard Borderie - 1960 : Le Miracle des loups, de André Hunebelle - 1961 : La Dénonciation, de Jacques Doniol-Valcroze - 1961 : Les Trois Mousquetaires, de Bernard Borderie - 1962 : Les Mystères de Paris, de André Hunebelle - 1962 : Le Chevalier de Pardaillan, de Bernard Borderie - 1962 : La Belle Vie - 1962 : Mathias Sandorf, de Georges Lampin - 1962 : Les Veinards, de Jack Pinoteau - 1963 : Les Bricoleurs, de Jean Girault - 1963 : Le Vice et la Vertu, de Roger Vadim - 1963 : À toi de faire mignonne, de Bernard Borderie - 1963 : Dragées au poivre, de Jacques Baratier - 1963 : Gibraltar, de Pierre Gaspard-Huit - 1963 : Les Gorilles, de Jean Girault | - 1964 : Le Majordome, de Jean Delannoy - 1965 : Qui êtes-vous, Polly Maggoo ?, de William Klein - 1965 : Les Miettes, de Philippe Condroyer - 1966 : La noche de los generales, de Anatol Litvak - 1966 : Chappaqua, de Conrad Rooks - 1968 : Erotissimo, de Gérard Pirès - 1968 : Sous le signe de Monte-Cristo, de André Hunebelle - 1969 : La Rose écorchée, de Claude Mulot - 1971 : Les Bidasses en folie, de Claude Zidi - 1972 : L'Œuf, de Jean Herman - 1972 : Les Fous du stade, de Claude Zidi - 1973 : Le Grand Bazar, de Claude Zidi - 1974 : Les Bidasses s'en vont en guerre, de Claude Zidi - 1974 : À nous quatre Cardinal, de André Hunebelle - 1974 : Les Quatre Charlots mousquetaires, de André Hunebelle - 1974 : Le Jeu avec le feu, de Alain Robbe-Grillet - 1990 : Merci la vie, de Bertrand Blier - 1991 : On peut toujours rêver, de Pierre Richard - 1994 : Hey stranger, de Peter Woditsch - 1995 : Les Nuits de Vaccarès, de Bernard George - 1998 : J'aimerais pas crever un dimanche, de Didier Le Pêcheur - 2002 : Requiem, de Hervé Renoh |

### Televisión
| - 1960 : Las tres hermanas - 1961 : Un bon petit diable - 1962 : Escale obligatoire - 1962 y 1964 : Le théâtre de la jeunesse - 1963 : La caméra explore le temps - 1963 : Les Cinq Dernières Minutes (episodio 28), de Claude Loursais - 1964 : La Torture par l'espérance - 1964 : L'Enlèvement d'Antoine Bigut - 1965 : Rocambole, de Jean-Pierre Decourt - 1967 : Vidocq, de Marcel Bluwal y Claude Loursais - 1967 : La guerre de Troie n'aura pas lieu - 1969 : Judith | - 1971-1973 : Les Nouvelles Aventures de Vidocq, de Marcel Bluwal - 1972 : La Femme qu'a le cœur trop petit - 1972 : L'Oreille absolue - 1974 : Malicroix - 1978 : Lulu - 1980 : Les Mystères de Paris, de André Michel - 1982 : Les Joies de la famille Pinelli - 1987 : Série noire - 1993 : Inspecteur Médeuze - 1993 : Nestor Burma - 1999 : Balzac |

## Teatro

### Actor
- 1953 : El sueño de una noche de verano, de William Shakespeare, escenografía de Michel Saint-Denis, Teatro Nacional de Estrasburgo
- 1953 : On ne badine pas avec l'amour d'Alfred de Musset, escenografía de Michel Saint-Denis, Teatro Nacional de Estrasburgo
- 1953 : Tessa, la nymphe au cœur fidèle, de Jean Giraudoux, escenografía de Michel Saint-Denis, Teatro Nacional de Estrasburgo
- 1954 : La Sauvage, de Jean Anouilh, escenografía de Michel Saint-Denis, Teatro Nacional de Estrasburgo
- 1955 : El alcalde de Zalamea, de Pedro Calderón de la Barca, escenografía de Daniel Leveugle, Teatro Nacional de Estrasburgo
- 1955 : Romeo y Julieta, de William Shakespeare, escenografía de Michel Saint-Denis, Teatro Nacional de Estrasburgo
- 1956 : Le Voleur d'enfants, de Jules Supervielle, escenografía de Michel Saint-Denis, Teatro Nacional de Estrasburgo
- 1956 : Amphitryon 38, de Jean Giraudoux, escenografía de Claude Sainval, Teatro de los Campos Elíseos
- 1958 : Ubú rey, de Alfred Jarry, escenografía de Jean Vilar, Teatro Nacional Popular, Teatro de Chaillot
- 1958 : Edipo, de André Gide, escenografía de Jean Vilar, Teatro Nacional Popular Festival de Burdeos, Festival de Aviñón
- 1958 : Lorenzaccio, de Alfred de Musset, escenografía de Jean Vilar, Teatro Nacional Popular, Festival de Aviñón
- 1958 : Les Caprices de Marianne, de Alfred de Musset, escenografía de Jean Vilar, Teatro Nacional Popular, Festival de Aviñón
- 1958 : Edipo, de André Gide, escenografía de Jean Vilar, Teatro Nacional Popular, Festival de Aviñón
- 1959 : Madre Coraje y sus hijos de Bertolt Brecht, escenografía de Jean Vilar, Teatro Nacional Popular, Festival de Aviñón
- 1959 : El sueño de una noche de verano, de William Shakespeare, escenografía de Jean Vilar, Teatro Nacional Popular, Festival de Aviñón
- 1959 : Madre Coraje y sus hijos, de Bertolt Brecht, escenografía de Jean Vilar, Teatro Nacional Popular, Festival de Aviñón
- 1959 : La Mort de Danton, de Georg Büchner, escenografía de Jean Vilar, Teatro Nacional Popular, Teatro de Chaillot
- 1960 : Ubú rey, de Alfred Jarry, escenografía de Jean Vilar, Teatro Nacional Popular, Teatro de Chaillot
- 1960 : El resistible ascenso de Arturo Ui, de Bertolt Brecht, escenografía de Jean Vilar y Georges Wilson, Teatro Nacional Popular, Teatro de Chaillot
- 1962 : La Maison d'os, de Roland Dubillard, escenografía de Arlette Reinerg, Teatro de Lutèce
- 1967 : Le Désir attrapé par la queue, de Pablo Picasso, escenografía de Jean-Jacques Lebel, Festival de la Libre expresión de Saint-Tropez
- 1967 : Les ancêtres redoublent de férocité, de Kateb Yacine, escenografía de Jean-Marie Serreau, Teatro Nacional Popular, Teatro de Chaillot
- 1968 : Los soldados, de Jakob Michael Reinhold Lenz, escenografía de Patrice Chéreau, Teatro de Chaillot
- 1968 : Le Prix de la révolte au marché noir, de Dimítris Dimitriádis, escenografía de Patrice Chéreau, Teatro de la Comuna, Teatro del Gymnase de Marsella, Teatro de la Ciudad de Villeurbanne
- 1969 : Le Prix de la révolte au marché noir, de Dimítris Dimitriádis, escenografía de Patrice Chéreau, Comédie de Saint-Étienne
- 1970 : Opérette, de Witold Gombrowicz, escenografía de Jacques Rosner, Teatro Nacional Popular, Teatro de Chaillot
- 1971 : Le Gobe-douille, de Roland Dubillard, Guy Foissy, Christopher Frank y Jean-Claude Grumberg, escenografía de Jacques Seiler, Teatro La Bruyère
- 1971 : La Mort de Lady Chatterley, de Christopher Frank, escenografía de Jacques Seiler, Théâtre du Vieux-Colombier
- 1972 : Où boivent les vaches, de Roland Dubillard, escenografía de Roger Blin, Teatro Récamier
- 1972 : Le Poignard masqué, de Auguste Anicet-Bourgeois, escenografía de Jacques Seiler, Teatro Hébertot
- 1974 : Pol, de Alain Didier-Weill, escenografía de Jacques Seiler, Teatro de la Gaîté-Montparnasse
- 1977 : Quoat-Quoat, de Jacques Audiberti, escenografía de Georges Vitaly, Teatro La Bruyère
- 1980 : Exercices de style, de Raymond Queneau, escenografía de Jacques Seiler, Teatro Montparnasse
- 1982 : Exercices de style, de Raymond Queneau, escenografía de Jacques Seiler, Teatro des Célestins
- 1984 : La Bagarre, de Roger Vitrac, escenografía de Jacques Seiler, Teatro de l'Atelier
- 1987 : Variations sur le canard, de David Mamet, escenografía de Jacques Seiler, Teatro de Poche Montparnasse
- 1989 : Monsieur Songe de Robert Pinget, escenografía de Jacques Seiler, Teatro de Poche Montparnasse
- 1990 : Monsieur Songe de Robert Pinget, escenografía de Jacques Seiler, Teatro de l'Œuvre
- 1990 : Exercices de style de Raymond Queneau, escenografía de Jacques Seiler, Teatro de l'Œuvre
- 1996 : El baile de los ladrones de Jean Anouilh, escenografía de Jean-Claude Idée, Teatro Montparnasse
- 1997 : Quelqu'un de Robert Pinget, escenografía de Jacques Seiler, Teatro Montparnasse, Teatro de Poche Montparnasse

### Director
- 1971 : Le Gobe-douille, de Roland Dubillard, Guy Foissy, Christopher Frank y Jean-Claude Grumberg, Teatro La Bruyère
- 1971 : La Mort de Lady Chatterley, de Christopher Frank, Théâtre du Vieux-Colombier
- 1972 : Le Poignard masqué, de Auguste Anicet-Bourgeois, Teatro Hébertot
- 1979 : Autour de Mortin, de Robert Pinget, Teatro Essaïon
- 1974 : Pol, de Alain Didier-Weill, Teatro de la Gaîté-Montparnasse
- 1982 : La Bagarre, de Roger Vitrac, Teatro de l'Atelier
- 1982 : La Statue de la Liberté, de A.B. Kern
- 1984 : La Bagarre, de Roger Vitrac, Teatro de l'Atelier
- La Maison d'os, de Roland Dubillard, Teatro de los Campos Elíseos
- 1987 : Variations sur le canard, de David Mamet, Teatro de Poche Montparnasse
- 1987 : Autour de Mortin, de Robert Pinget, Teatro Tristan Bernard
- 1988 : À ta santé, Dorothée, de Remo Forlani, Teatro de la Renaissance
- 1989 : Monsieur Songe, de Robert Pinget, Teatro de Poche Montparnasse
- 1990 : Monsieur Songe, de Robert Pinget, Teatro de l'Œuvre
- 1990 : Exercices de style, de Raymond Queneau, Teatro de l'Œuvre
- 1993 : La Peau des autres, de Jordan Plevnes, Teatro Silvia Monfort
- 1994 : Théo ou le temps neuf, de Robert Pinget, Teatro Mouffetard
- 1995 : Casanova, ou les fantômes de la passion, Teatro Mouffetard
- 1997 : Quelqu'un, de Robert Pinget, Petit Montparnasse, Teatro de Poche Montparnasse